# Westerway
Westerway is een plaats in de Australische deelstaat Tasmanië en telt 156 inwoners (2006).